# Fred Roberts (basket-ball)
Frederick Clark "Fred" Roberts, né le 14 août 1960 à Provo dans l'Utah, est un ancien joueur américain de basket-ball ayant évolué au poste d'ailier fort.
Après avoir passé sa carrière universitaire aux Cougars de BYU, il est sélectionné en 27e position par les Bucks de Milwaukee lors de la draft 1982 de la NBA.